# Ondřej Hotárek
Ondřej Hotárek (ur. 25 stycznia 1984 w Brnie) – czeski łyżwiarz figurowy reprezentujący Włochy, startujący w parach sportowych. Uczestnik igrzysk olimpijskich (2014, 2018), brązowy medalista mistrzostw Europy (2013) oraz 7-krotny mistrz Włoch (2007, 2008, 2011–2015).

## Życie prywatne
Hotárek pochodzi ze sportowej rodziny – jego matka była siatkarką, a ojciec łyżwiarzem figurowym. 20 czerwca 2015 roku ożenił się z włoską łyżwiarką występującą w parach tanecznych Anną Cappellini.

## Kariera
Jazdę na łyżwach rozpoczął w wieku 5 lat, a pierwszego potrójnego toe loopa wykonał w wieku 14 lat. Karierę rozpoczynał jako solista, a jego największym sukcesem był brązowy i srebrny medal mistrzostw Czech juniorów oraz dwa brązowe w kategorii seniorów. Pomimo sukcesów krajowych postanowił zmienić konkurencję na pary sportowe. Jego pierwszą partnerką została Veronika Havlickova, jednak para szybko się rozpadła. W styczniu 2006 roku jego nową partnerką została Włoszka Laura Magitteri, która wcześniej była solistką. Wspólnie reprezentowali Włochy i zdobyli dwa tytuły mistrzów Włoch (2007, 2008) oraz dwukrotnie wystąpili na mistrzostwach świata i Europy. Para rozeszła się w styczniu 2009 roku.

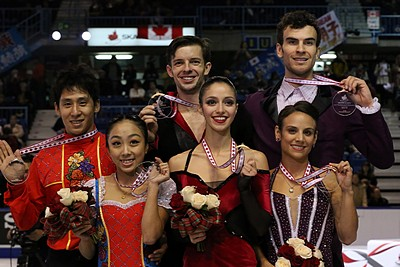
Berton i Hotárek ze złotymi medalami Skate Canada International 2013 z innymi medalistami, Sui / Han (po lewej) oraz Duhamel / Radford (po prawej)

Kolejną partnerką sportową Hotárka była włoska solistka Stefania Berton. W pierwszym wspólnym sezonie 2009/2010 Berton i Hotárek zdobyli srebro mistrzostw kraju i wzięli udział w mistrzostwach świata, gdzie zajęli 11. miejsce. W sezonie 2010/2011 zadebiutowali w zawodach z cyklu Grand Prix. W kolejnym sezonie zostali pierwszą włoską parą sportową, która zdobyła medal (brązowy) w zawodach z cyklu Grand Prix podczas Rostelecom Cup 2011. W sezonie 2012/2013 powtórzyli ten sukces dwukrotnie zdobywając brązowy medal na Skate Canada International 2012 i Trophée Éric Bompard 2012. Następnie zdobyli brązowy medal na mistrzostwach Europy 2013 w Zagrzebiu. W sezonie olimpijskim 2013/2014 zdobyli pierwszy i jedyny złoty medal w zawodach z cyklu Grand Prix Skate Canada International 2013 wygrywając z parą chińską Sui Wenjing / Han Cong oraz parą kanadyjską Meagan Duhamel / Eric Radford. Na Zimowych Igrzyskach Olimpijskich 2014 w Soczi zajęli 11. miejsce w konkurencji par sportowych oraz 4. miejsce drużynowo z reprezentacją Włoch. 
2 lipca 2014 roku La Gazzetta dello Sport potwierdziła, że Hotárek odbył pierwsze treningi z nową partnerką sportową, którą została włoska solistka Valentina Marchei. 26 lipca ich trener Bruno Marcotte potwierdził doniesienia prasowe, a Marchei i Hotárek rozpoczęli treningi w pod jego okiem w Montrealu oraz współpracę z Francą Bianconi w Mediolanie. W 2015 roku zdobyli tytuł mistrzów Włoch. Występowali wspólnie cztery sezony w trakcie których utrzymywali się w czołówce europejskich par sportowych zdobywając medale w zawodach z cyklu Challenger Series w tym dwukrotnie zwyciężając w Warsaw Cup (2016, 2017). Ich styl wyróżniał się na tle konkurencji, gdyż często prezentowali rytmiczne i żywiołowe programy zdobywając uznanie kibiców. Na Zimowych Igrzyskach Olimpijskich 2018 w Pjongczangu zajęli 6. miejsce w konkurencji par sportowych. Ponadto zostali zaproszeni do występu na olimpijskim pokazie mistrzów, gdzie zaprezentowali program do piosenki Barbie Girl. Marchei i Hotárek zakończyli współpracę we wrześniu 2018 roku.

## Osiągnięcia

### Pary sportowe

#### Z Valentiną Marchei (Włochy)

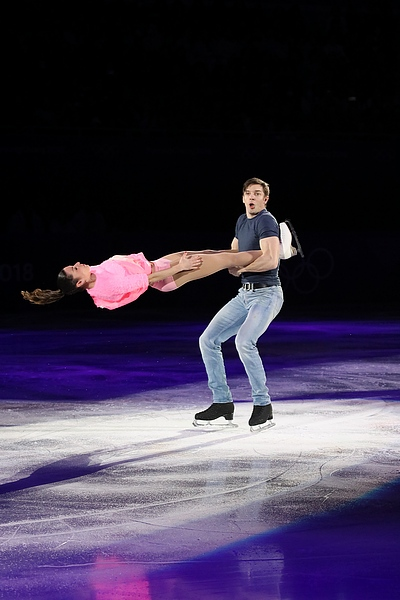
Marchei i Hotárek wykonujący headbanger podczas pokazu mistrzów na igrzyskach olimpijskich 2018

| Zawody                        | 14–15          | 15–16          | 16–17          | 17–18          |                |                |                |                |                |                |                |                |                |                |                |                |                |
| Międzynarodowe                | Międzynarodowe | Międzynarodowe | Międzynarodowe | Międzynarodowe | Międzynarodowe | Międzynarodowe | Międzynarodowe | Międzynarodowe | Międzynarodowe | Międzynarodowe | Międzynarodowe | Międzynarodowe | Międzynarodowe | Międzynarodowe | Międzynarodowe | Międzynarodowe | Międzynarodowe |
| ----------------------------- | -------------- | -------------- | -------------- | -------------- | -------------- | -------------- | -------------- | -------------- | -------------- | -------------- | -------------- | -------------- | -------------- | -------------- | -------------- | -------------- | -------------- |
| Igrzyska olimpijskie          |                |                |                | 6              |                |                |                |                |                |                |                |                |                |                |                |                |                |
| Mistrzostwa świata            | 11             | 14             | 9              | 10             |                |                |                |                |                |                |                |                |                |                |                |                |                |
| Mistrzostwa Europy            | 4              | 5              | 6              | 5              |                |                |                |                |                |                |                |                |                |                |                |                |                |
| GP Cup of China               |                |                |                | 5              |                |                |                |                |                |                |                |                |                |                |                |                |                |
| GP Rostelecom Cup             |                | 6              | 4              | 4              |                |                |                |                |                |                |                |                |                |                |                |                |                |
| GP Skate America              |                |                | 8              |                |                |                |                |                |                |                |                |                |                |                |                |                |                |
| GP Skate Canada International |                | WD             |                |                |                |                |                |                |                |                |                |                |                |                |                |                |                |
| CS Lombardia Trophy           |                |                | 2              | 3              |                |                |                |                |                |                |                |                |                |                |                |                |                |
| CS Warsaw Cup                 | 3              | WD             | 1              | 1              |                |                |                |                |                |                |                |                |                |                |                |                |                |
| CS Golden Spin Zagrzeb        | 2              |                |                |                |                |                |                |                |                |                |                |                |                |                |                |                |                |
| Lombardia Trophy              |                | 1              |                |                |                |                |                |                |                |                |                |                |                |                |                |                |                |
| Memoriał Hellmuta Seibta      |                | 1              |                |                |                |                |                |                |                |                |                |                |                |                |                |                |                |
| Krajowe                       |                |                |                |                |                |                |                |                |                |                |                |                |                |                |                |                |                |
| Mistrzostwa Włoch             | 1              | 2              | 2              |                |                |                |                |                |                |                |                |                |                |                |                |                |                |

#### Ze Stefanią Berton (Włochy)

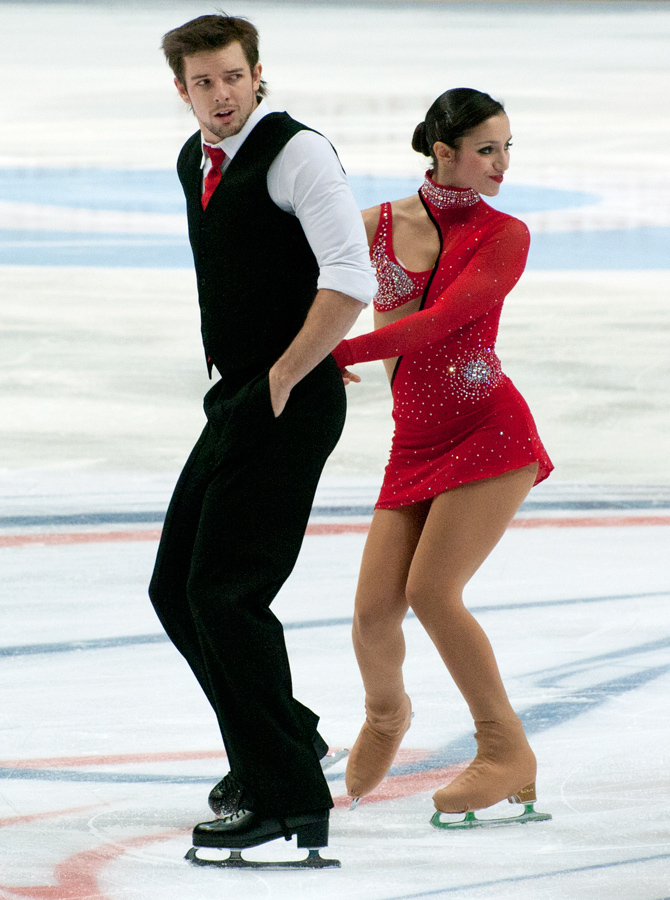
Berton i Hotárek na zawodach Rostelecom Cup 2011

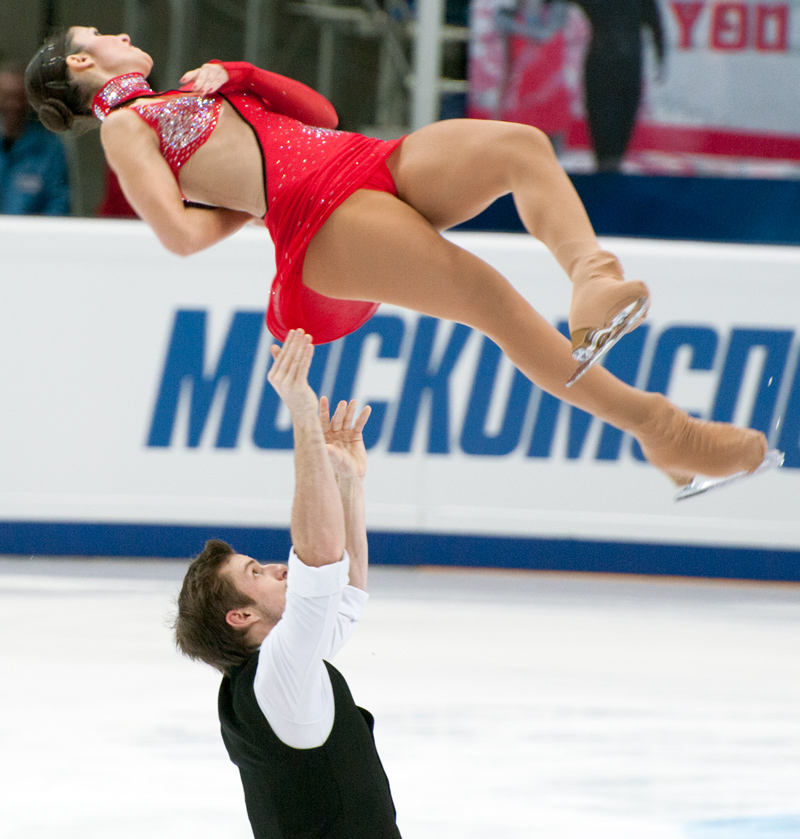
Berton i Hotárek wykonujący podnoszenie twistowe na Rostelecom Cup 2011

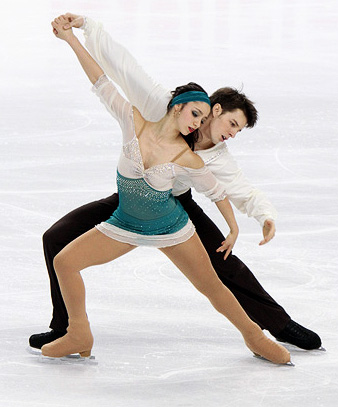
Berton i Hotárek na mistrzostwach świata 2010

| Zawody                        | 09–10          | 10–11          | 11–12          | 12–13          | 13–14          |                |                |                |                |                |                |                |                |                |                |                |                |
| Międzynarodowe                | Międzynarodowe | Międzynarodowe | Międzynarodowe | Międzynarodowe | Międzynarodowe | Międzynarodowe | Międzynarodowe | Międzynarodowe | Międzynarodowe | Międzynarodowe | Międzynarodowe | Międzynarodowe | Międzynarodowe | Międzynarodowe | Międzynarodowe | Międzynarodowe | Międzynarodowe |
| ----------------------------- | -------------- | -------------- | -------------- | -------------- | -------------- | -------------- | -------------- | -------------- | -------------- | -------------- | -------------- | -------------- | -------------- | -------------- | -------------- | -------------- | -------------- |
| Igrzyska olimpijskie          |                |                |                |                | 11             |                |                |                |                |                |                |                |                |                |                |                |                |
| Mistrzostwa świata            | 11             | 10             | 11             | 10             | 9              |                |                |                |                |                |                |                |                |                |                |                |                |
| Mistrzostwa Europy            |                | 5              | 4              | 3              | 4              |                |                |                |                |                |                |                |                |                |                |                |                |
| GP NHK Trophy                 |                |                | 4              |                |                |                |                |                |                |                |                |                |                |                |                |                |                |
| GP Rostelecom Cup             |                | 6              | 3              |                |                |                |                |                |                |                |                |                |                |                |                |                |                |
| GP Skate America              |                |                |                |                | 5              |                |                |                |                |                |                |                |                |                |                |                |                |
| GP Skate Canada International |                |                |                | 3              | 1              |                |                |                |                |                |                |                |                |                |                |                |                |
| GP Trophée Eric Bompard       |                |                |                | 3              |                |                |                |                |                |                |                |                |                |                |                |                |                |
| Lombardia Trophy              |                |                |                |                | 1              |                |                |                |                |                |                |                |                |                |                |                |                |
| Nebelhorn Trophy              |                | 2              |                |                |                |                |                |                |                |                |                |                |                |                |                |                |                |
| Memoriał Ondreja Nepeli       |                |                | 2              | 2              |                |                |                |                |                |                |                |                |                |                |                |                |                |
| Ice Challenge                 | 3              |                |                |                |                |                |                |                |                |                |                |                |                |                |                |                |                |
| Cup of Nice                   |                |                | 1              |                |                |                |                |                |                |                |                |                |                |                |                |                |                |
| NRW Trophy                    | 2              | 1              |                | 2              |                |                |                |                |                |                |                |                |                |                |                |                |                |
| Krajowe                       |                |                |                |                |                |                |                |                |                |                |                |                |                |                |                |                |                |
| Mistrzostwa Włoch             | 2              | 1              | 1              | 1              | 1              |                |                |                |                |                |                |                |                |                |                |                |                |
| Zawody zespołowe              |                |                |                |                |                |                |                |                |                |                |                |                |                |                |                |                |                |
| Igrzyska olimpijskie          |                |                |                |                | 4 T 4 P        |                |                |                |                |                |                |                |                |                |                |                |                |

#### Z Laurą Magitteri (Włochy)
| Zawody             | 06–07          | 07–08          | 08–09          |                |                |                |                |                |                |                |                |                |                |                |                |                |                |
| Międzynarodowe     | Międzynarodowe | Międzynarodowe | Międzynarodowe | Międzynarodowe | Międzynarodowe | Międzynarodowe | Międzynarodowe | Międzynarodowe | Międzynarodowe | Międzynarodowe | Międzynarodowe | Międzynarodowe | Międzynarodowe | Międzynarodowe | Międzynarodowe | Międzynarodowe | Międzynarodowe |
| ------------------ | -------------- | -------------- | -------------- | -------------- | -------------- | -------------- | -------------- | -------------- | -------------- | -------------- | -------------- | -------------- | -------------- | -------------- | -------------- | -------------- | -------------- |
| Mistrzostwa świata | 16             | 13             |                |                |                |                |                |                |                |                |                |                |                |                |                |                |                |
| Mistrzostwa Europy | 9              | 11             |                |                |                |                |                |                |                |                |                |                |                |                |                |                |                |
| GP NHK Trophy      |                |                | 6              |                |                |                |                |                |                |                |                |                |                |                |                |                |                |
| GP Cup of Russia   |                | 8              |                |                |                |                |                |                |                |                |                |                |                |                |                |                |                |
| GP Skate America   |                | 6              |                |                |                |                |                |                |                |                |                |                |                |                |                |                |                |
| Nebelhorn Trophy   |                | WD             | 9              |                |                |                |                |                |                |                |                |                |                |                |                |                |                |
| Cup of Nice        | 3              |                |                |                |                |                |                |                |                |                |                |                |                |                |                |                |                |
| Krajowe            |                |                |                |                |                |                |                |                |                |                |                |                |                |                |                |                |                |
| Mistrzostwa Włoch  | 1              | 1              | 3              |                |                |                |                |                |                |                |                |                |                |                |                |                |                |

### Soliści
| Zawody                                | 98–99          | 99–00          | 00–01          | 01–02          | 02–03          | 03–04          |                |                |                |                |                |                |                |                |                |                |                |
| Międzynarodowe                        | Międzynarodowe | Międzynarodowe | Międzynarodowe | Międzynarodowe | Międzynarodowe | Międzynarodowe | Międzynarodowe | Międzynarodowe | Międzynarodowe | Międzynarodowe | Międzynarodowe | Międzynarodowe | Międzynarodowe | Międzynarodowe | Międzynarodowe | Międzynarodowe | Międzynarodowe |
| ------------------------------------- | -------------- | -------------- | -------------- | -------------- | -------------- | -------------- | -------------- | -------------- | -------------- | -------------- | -------------- | -------------- | -------------- | -------------- | -------------- | -------------- | -------------- |
| Memoriał Ondreja Nepeli               |                |                |                |                | 6              |                |                |                |                |                |                |                |                |                |                |                |                |
| Grand Prize SNP                       |                |                |                | 5              |                |                |                |                |                |                |                |                |                |                |                |                |                |
| Międzynarodowe: Kategorie młodzieżowe |                |                |                |                |                |                |                |                |                |                |                |                |                |                |                |                |                |
| JGP w Czechach                        |                |                |                | 12             |                |                |                |                |                |                |                |                |                |                |                |                |                |
| JGP w Serbii                          |                |                |                |                | 13             |                |                |                |                |                |                |                |                |                |                |                |                |
| JGP we Włoszech                       |                |                |                | 15             |                |                |                |                |                |                |                |                |                |                |                |                |                |
| Olimpijski festiwal młodzieży Europy  |                |                |                |                | 7              |                |                |                |                |                |                |                |                |                |                |                |                |
| Grand Prize SNP                       |                |                | 3 J            |                |                |                |                |                |                |                |                |                |                |                |                |                |                |
| Krajowe                               |                |                |                |                |                |                |                |                |                |                |                |                |                |                |                |                |                |
| Mistrzostwa Czech                     |                |                |                | 4              | 3              | 3              |                |                |                |                |                |                |                |                |                |                |                |
| Mistrzostwa Czech juniorów            | 4              | 3              | 3              | 3              | 2              |                |                |                |                |                |                |                |                |                |                |                |                |